# 乙支自由衛士

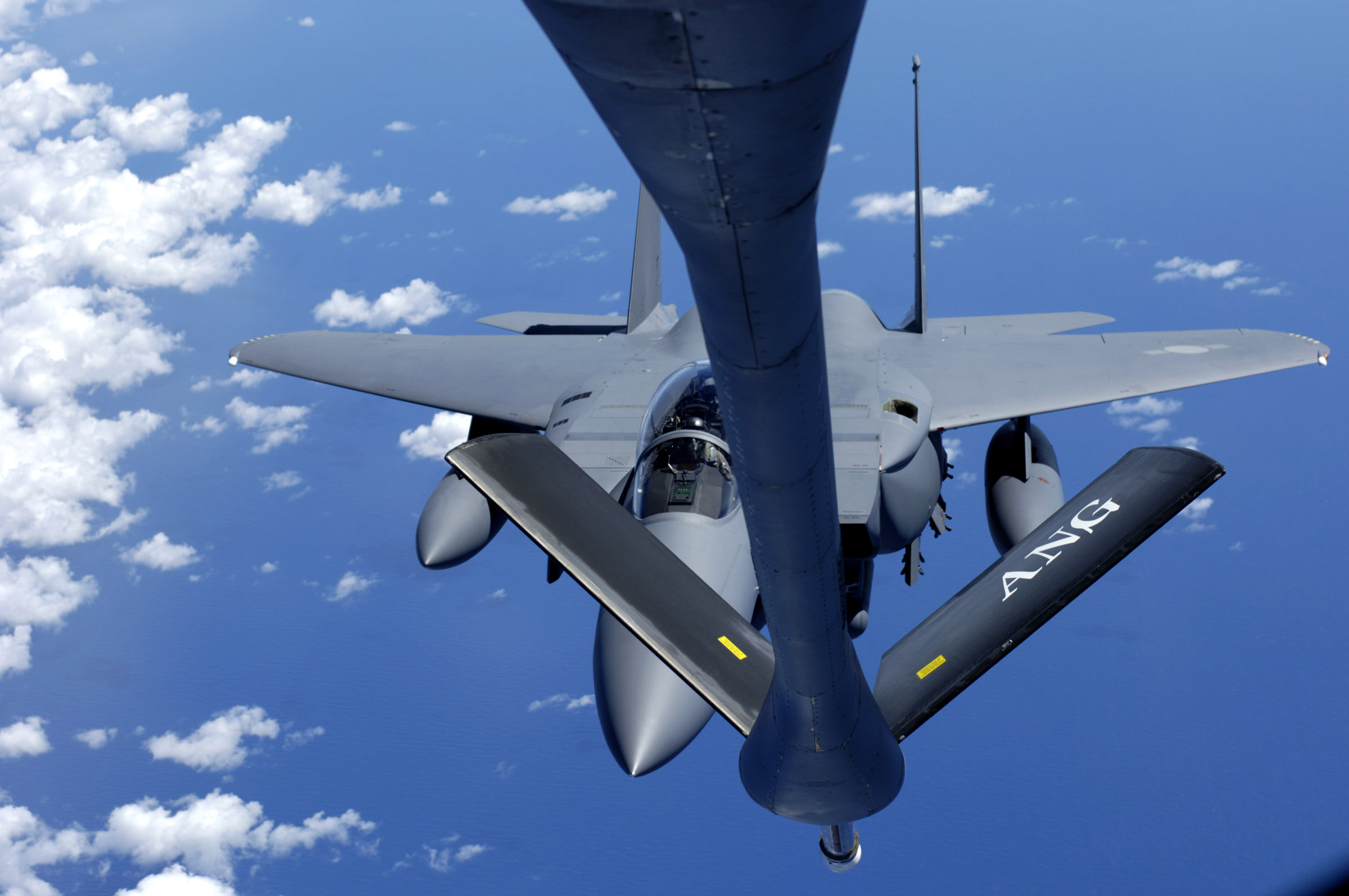
韓國版F-15K參演

乙支自由衛士（英語：Ulchi-Freedom Guardian）是美国、韩国联合举行的以朝鲜为假想敌的联合军事演习。過去曾經稱為乙支焦点透镜（Ulchi-Focus Lens）演習，始于1975年，2008年改為現在的名字。乙支自由衛士于每年8、9月份舉行。「乙支」是紀念高句丽抗隋将领乙支文德。
美国总统特朗普于2018年6月12日在新加坡与朝鲜最高领导人金正恩实现会晤后，特朗普承诺向朝方提供安全保障，金正恩承诺实现朝鲜半岛完全无核化。其中，在美对朝的安全承诺中，就包括暂停美国和韩国举行的大规模联合军事演习内容，以期缓和紧张局势。隨后韩国和美国国防部6月19日同时宣布，双方决定暂停原定于8月举行的“乙支自由卫士”联合军演，這是自1990年后乙支自由衛士第二次中斷演習。
2019年3月，韩美国防部门新建代号为“19-2同盟”的联合演习，永久取代暂停的“乙支自由卫士”。6月3日，韩美决定正式终止乙支自由卫士联合军事演习。
2022年8月22日-9月1日，韩美两军启动乙支自由护盾演習。